# Árvore (grafo)

Uma árvore com 5 arestas e 6 vértices.

Na teoria dos grafos, uma árvore é um grafo conexo (existe caminho entre quaisquer dois de seus vértices) e acíclico (não possui ciclos). Caso o grafo seja acíclico mas não conexo, ele é dito uma floresta. Uma floresta também é definida como uma união disjunta de árvores.
Toda árvore é um grafo, mas nem todo grafo é uma árvore.
Toda árvore é um grafo bipartido e planar.
Todo grafo conexo possui pelo menos uma árvore de extensão associada, composta de todos  os seus vértices e algumas de suas arestas.

## Propriedades
Seja G um grafo de n vértices. G é uma árvore se satisfaz as seguintes condições:
- G é conexo, e há exatamente um caminho entre dois vértices quaisquer. Já em uma floresta, há no máximo um caminho entre dois vértices, devido à não-conectividade.
- G é acíclico, e um simples ciclo é formado se qualquer aresta for adicionada a G.
- G é conexo, e deixará de ser conexo se qualquer aresta for removida de G.
- G é conexo, acíclico e tem n − 1 arestas.

## Definições
- Uma árvore é denominada enraizada se um vértice é escolhido como especial. Esse vértice é chamado raiz. Uma árvore que não é enraizada é denominada livre.
- Um grafo G é uma árvore se e somente se existir um único caminho entre cada par de vértices de G[2].